# Damase Potvin
Pour les articles homonymes, voir Potvin.
Damase Potvin est un écrivain et journaliste québécois né le 16 octobre 1879 à Bagotville et mort le 9 juin 1964 à Québec. Il est le fils de Charles Potvin et de Julie Hudon.

## Biographie
Il obtient son baccalauréat ès arts au Séminaire de Chicoutimi où il collabore au journal de l'Institution L'Oiseau-Mouche, puis s’inscrit, en 1894, à un cours commercial. En 1903, il entre chez les Pères Blancs d'Afrique et ne pouvant s'adapter au climat d'Alger, il retourne au pays en 1905. Par la suite, il optera pour le journalisme et fonde en 1905 le premier journal de la région saguenéenne, Le Travailleur. Il  dirigera pendant un an Le Progrès du Saguenay (1906). Il ira alors s'installer à Québec où il sera assistant-rédacteur à La Semaine Commerciale et à La Vérité puis rédacteur en chef au Quotidien de Lévis. Il fondera ensuite Le Petit Québécois dans lequel il signera des chroniques polémiques sous le pseudonyme de Jean Yves. En 1910, il s'installe à Montréal où il travaillera au Devoir (1910), tout en collaborant à différents journaux et revues : Chasse et Pêche, Culture, Le Samedi, Le Canada Français. En juillet 1918, il fonde la revue Le Terroir, organe de la Société des Arts, des Sciences et Lettres, qui sera publiée jusqu'en 1940.
En décembre 1917 il est cofondateur, avec Georges Morisset et Alonzo Cinq-Mars, de la Société des Arts, des Sciences et Lettres de Québec. Il organise en 1938 le Club des journalistes de Québec. Il sera membre de la Galerie de la presse au Parlement de Québec, de la Société historique de Montréal et de Québec, de l’Institut canadien de Québec, de l’École littéraire de Montréal et de la Société des écrivains canadiens-français.
En 1938, il reçoit le Prix David pour son roman Peter McLeod et en 1940, le Prix du Ministère des Mines pour son roman Sous le signe du quartz. Son œuvre est principalement axée sur le terroir et le retour à la terre.

## Hommages
- Le Prix littéraire Damase-Potvin est remis en sa mémoire.

- De 1985 à 1995, le prix Damase-Potvin a été remis à des scientifiques à l'occasion du Mérite scientifique régional du Saguenay–Lac-Saint-Jean.

- La rue Damase-Potin a été nommée en son honneur dans la ville de Québec  en 2006.

## Œuvres
- Restons Chez Nous, Québec, Guay, 1908.
- Le Membre: roman de mœurs politiques québécoises, Québec, L'Événement, 1916.
- l'Appel de la Terre, Québec, Imprimerie de l'événement, 1919.
- Le Tour du Saguenay, 1920.
- Le Français: roman paysan du Pays de Québec, Montréal, 1925.
- La Baie: récit d'un vieux colon canadien-français, Montréal, Éd. Édouard-Garand, 1925.
- Sur la Grand'Route : nouvelles, contes et croquis, 1927.
- Les Îlets Jérémie: histoire d'une ancienne mission du domaine du roi, Québec, Éd. du Terroir, 1928.
- En Zig-Zag sur la Côte et dans l'Île, Québec, 1929.
- Plaisant Pays de Saguenay, Québec, 1931.
- La Robe Noire: récit des temps héroïques où fut fondée la Nouvelle France, Mercure de France, 1932.
- La Rivière-à-mars, 1934.
- Peter McLeod, 1937.
- Puyjalon: Le solitaire de l'Ile-à-la chasse, 1938.
- Sous le signe du quartz, Montréal, Éd. Bernard-Valiquette, 1940.
- Un ancien contait..., Montréal, Éd. Bernard-Valiquette, 1942.
- Les oubliés. Écrivains nordiques, Québec, Édition Roch Poulin, 1944, 237 p.
- Thomas, le dernier de nos coureurs de bois. Le Parc des Laurentides, Québec, Éditions Garneau ltée, 1945, 272 p.
- Le Saint-Laurent et ses îles, Québec, Garneau, 1945.
- La "Dame française" du duc de Kent : récits historiques canadiens, Québec, Éd. Garneau, 1948.
- Le roman d'un roman. Louis Hémon à Péribonka, Québec, Éditions du Quartier latin, 1950, 191 p.
- Le Roi du Golfe. le Dr P-E Fortin, ancien commandant de « La Canadienne », Québec, Éditions du Quartier latin, 1952, 181 p.
- Trois petits clochers. Émouvante petite odyssée de colonisation sur la Côte-Nord, Québec, 1953, 94 p.
- Un héros de l'air: l'heureuse aventure de Roméo Vachon, 1955, 62 p.
- La Baie des Ha! Ha!. histoire et description, légendes et anecdotes. Paroisses, vieilles familles, gens et choses de la région, Baie des Ha! Ha!, Édition de la Chambre de commerce de la Baie des Ha! Ha!, 1957, 427 p.
- Contes et Croquis
- L'Appel des Souvenirs
- The Saguenay Trip

## Revues et journaux
- Je Vois Tout
- L'Oiseau-Mouche
- L'Événement
- Le Petit Québécois
- Le Progrès du Saguenay
- Revue Populaire
- Samedi
- Le Terroir
- Le Soleil

## Honneurs
- 1938 : Prix David